# Photodermatose
Les photodermatoses, ou dermatose photoallergique ou trouble photoallergique, sont un groupe d'affections de la peau survenant dans les suites d'une exposition solaire en raison d'une sensibilité anormalement élevée à la lumière. Leurs causes sont nombreuses et variées, leurs diagnostics nécessitent un interrogatoire et un examen clinique rigoureux et le recours parfois à certains examens complémentaires tels que l'exploration photobiologique, l'histologie cutanée ou des examens biologiques spécifiques. Leurs traitements dépend de l'étiologie mais repose essentiellement sur la photoprotection.
On peut classer les photodermatoses en différents groupes selon le rôle de la lumière dans la physiopathologie :
1. les photosensibilisations déclenchées par une interaction de la lumière avec une substance photosensibilisante et dont le mécanisme est soit phototoxique soit photoallergique
2. les dermatoses photoaggravées qui sont des dermatoses préexistantes mais aggravées lors d'une exposition solaire comme le lupus érythémateux ou l'acné solaire…
3. les photodermatoses idiopathiques acquises dans lesquelles la lumière est le principal facteur déclenchant, telles que la lucite estivale bénigne, l'hydroa vacciniforme de Bazin ou l'urticaire solaire…
4. les génophotodermatoses et certaines maladies métaboliques où la photosensibilité n'est qu'un des signes de la maladie : porphyries ou xeroderma pigmentosum…[1]